# National War College
Le National War College (NWC, en français l'École nationale de guerre) est aux États-Unis une école faisant partie de la National Defense University. Il est situé au fort Lesley J. McNair, à Washington où il a été établi en 1946 en remplacement de l'Army-navy Staff College, opérationnel de 1943 à 1946. Il a pour but de former les officiers supérieurs au rang de général. C'est une école interarmées qui forme les officiers de tous les corps de l'armée des États-Unis d'Amérique.
À la fin des années 2010, plus de 7 500 étudiants ont obtenu leur diplôme du collège.

## Anciens étudiants célèbres
- Elizabeth L. Train, rear admiral de la Marine américaine.